# Théorème de Kronecker-Weber
Le théorème de Kronecker-Weber établit en théorie algébrique des nombres le résultat suivant : tout corps de nombres qui est une extension de Galois de {\displaystyle \mathbb {Q} } (le corps des rationnels) et dont le groupe de Galois sur {\displaystyle \mathbb {Q} } est abélien est inclus dans un corps de la forme, pour une racine de l'unité {\displaystyle \zeta }, {\displaystyle \mathbb {Q} (\zeta )} (le surcorps de {\displaystyle \mathbb {Q} } engendré par {\displaystyle \zeta }). Plus succinctement : toute extension abélienne finie de {\displaystyle \mathbb {Q} } est incluse dans une extension cyclotomique.
Ce théorème a été énoncé par Kronecker en 1853. Sa proposition de preuve était incomplète. Weber en 1886 proposa une nouvelle preuve, qui présentait encore une lacune. Hilbert le montra en 1896 en utilisant des méthodes différentes de celles de ses prédécesseurs, et posa le problème de sa généralisation (voir l'article Kronecker Jugendtraum, qui concerne le douzième problème de Hilbert). Le théorème est aujourd'hui habituellement démontré comme une conséquence de la théorie des corps de classes. Cependant, il peut aussi être déduit de l'assertion analogue sur les corps de nombres p-adiques : si {\displaystyle p} est un nombre premier, et {\displaystyle \mathbb {K} /\mathbb {Q} _{p}} est une extension abélienne finie, alors {\displaystyle \mathbb {K} } est inclus dans une extension cyclotomique de {\displaystyle \mathbb {Q} _{p}}.
La démonstration du cas local du théorème demande de bien connaître les propriétés de ramification des extensions cyclotomiques locales, puis de se ramener au cas d'extensions cycliques d'ordre une puissance d'un nombre premier q, et de discuter suivant que q = p ou non, le cas p = 2 devant être traité encore à part.
Pour une extension abélienne donnée K de ℚ, il existe en fait un corps cyclotomique minimal qui la contient. Le théorème permet de définir le conducteur de K, comme le plus petit entier naturel n tel que K soit inclus dans le corps engendré par les racines n-ièmes de l'unité. Par exemple, les corps quadratiques ont comme conducteur la valeur absolue de leurs discriminants, un fait généralisé en théorie des corps de classes.